# Zatonski
Zatonski (en rus: Затонский) és un poble (un possiólok) de l'óblast de Novossibirsk, a Rússia, que en el cens del 2010 no tenia cap habitant, pertany al districte de Novossibirsk.